# 4264 Karljosephine
A 4264 Karljosephine (ideiglenes jelöléssel 1989 TB) a Naprendszer kisbolygóövében található aszteroida. Cwach, K. F. J. fedezte fel 1989. október 2-án.